# Westliche Erntemaus

Verbreitungsgebiet der Westlichen Erntemaus

Die Westliche Erntemaus (Reithrodontomys megalotis) ist ein im zentralen und westlichen Nordamerika verbreitetes Nagetier in der Gattung der Erntemäuse. Das Typusexemplar stammt aus dem Grenzbereich zwischen den Bundesstaaten New Mexico und Chihuahua. Die Zacateca-Erntemaus (Reithrodontomys zacatecae) wurde 1984 aus dieser Art ausgegliedert. Der Artzusatz im wissenschaftlichen Namen ist aus den altgriechischen Worten mega (groß) und otis (Ohr) zusammengesetzt.

## Merkmale
Wie andere Gattungsvertreter ist die Art mit einer Gesamtlänge von 114 bis 154 mm, inklusive eines 50 bis 83 mm langen Schwanzes ein kleines Nagetier. Sie hat 15 bis 18 mm lange Hinterfüße und 12 bis 15 mm lange Ohren. Das Fell der Oberseite besteht aus Haaren, die entweder grau oder an der Wurzel grau, in der Mitte gelbbraun sowie an den Spitzen schwarz sind. Es kommen recht viele Variationen, wie etwa ein heller Fleck auf der Brust, abhängig von der Population vor. Die Westliche Erntemaus lässt sich nur schwer von nahe verwandten Erntemäusen unterscheiden. Sie hat kürzeres Fell als die Salzsumpf-Erntemaus (Reithrodontomys raviventris) und die Ohren sind nicht schwärzlich, sondern rotbraun. Bei anderen Gattungsvertretern sind die Kronen der Backenzähne anders gestaltet. Von den paarig angeordneten Zitzen der Weibchen befinden sich zwei auf der Brust und vier im Leistenbereich. Der diploide Chromosomensatz enthält 42 Chromosomen (2n=42).

## Verbreitung
Das Verbreitungsgebiet reicht vom südlichen British Columbia und südlichen Saskatchewan in Kanada sowie vom westlichen Indiana und Arkansas in den Vereinigten Staaten über Kalifornien und die Great Plains bis in den Norden der Halbinsel Niederkalifornien und etwa bis zum Isthmus von Tehuantepec in Mexiko. Die Westliche Erntemaus lebt im Flachland und in Gebirgen bis 4000 Meter Höhe. Das Habitat variiert zwischen Halbwüsten, Grasländern, Buschflächen, Sümpfen und Wäldern mit Eichen und Kiefern.

## Lebensweise
Diese Erntemaus ist nachtaktiv und sie hält keinen Winterschlaf. Die Exemplare bauen ein kugelförmiges Nest aus Pflanzenteilen. Dieses wird im Gras, in Büschen bis zu einem Meter über dem Grund, unter Holzklötzen oder in Erdlöchern versteckt. Das hat einen Durchmesser von etwa 125 mm und Öffnungen an der Unterseite. Je nach Region leben 4 bis 12 Individuen auf einem Hektar. Allgemein entfernen sich die Tiere bis zu 70 Meter von ihrem Nest. Bei einer Studie fanden sie aus 308 Meter Entfernung wieder zurück. Die Westliche Erntemaus nutzt die Trampelpfade von Feldmäusen und Baumwollratten. Wenn Exemplare im Labor mit der Nördlichen Grashüpfermaus in einen Käfig gesetzt werden, werden sie meist getötet. Aggressives Verhalten zu Artgenossen und zur Hausmaus tritt nur unter Stresssituationen auf. Diese Erntemaus fällt Eulen, Falken, Schlangen, mittelgroßen Raubtieren und Skorpionen zum Opfer. Die Nahrung besteht vorwiegend aus Pflanzensamen, die mit Kräutern und Larven von Gliedertieren komplettiert werden.
Die Fortpflanzung findet zwischen Frühjahr und Herbst statt. Weibchen im Labor paarten sich bis zu 14-mal pro Jahr mit zwei bis fünf Neugeborenen pro Wurf. Männchen halten Weibchen bei der Paarung nicht fest. Nach 23 bis 24 Tagen Trächtigkeit sind die Nachkommen nackt, blind und taub mit einem Gewicht von etwa 5 g. Sie öffnen die Augen nach 11 bis 12 Tagen und werden etwa 24 Tage gesäugt. Die Westliche Erntemaus lebt gewöhnlich ein Jahr.

## Gefährdung
Die IUCN listet die Art als nicht gefährdet (least concern) aufgrund fehlender Bedrohungen und einer stabilen Gesamtpopulation.